# Lysilla loveni
Lysilla loveni är en ringmaskart som beskrevs av Anders Johan Malmgren 1866. Lysilla loveni ingår i släktet Lysilla och familjen Terebellidae. Arten är reproducerande i Sverige. Inga underarter finns listade i Catalogue of Life.